# Type 5 Ke-Ho
Il Type 5 Ke-Ho è stato un carro armato leggero progettato dall'Impero giapponese durante l'ultima fase della seconda guerra mondiale, rimasto allo stadio di prototipo.

## Storia
I vertici dell'esercito imperiale si resero conto tra la fine degli anni '30 e l'inizio del 1940 che il Type 95 Ha-Go era ormai un progetto obsoleto ed era dunque necessario mettere in produzione un mezzo della stessa categoria ma con parametri migliori; queste considerazioni si rafforzarono con l'entrata in guerra del Giappone.

### Sviluppo
Ai primi del 1942 venne richiesto un veicolo corazzato per sostituire il Type 95, e alla fine dell'anno un progetto era pronto. Ma la priorità assegnata allo sviluppo di carri armati medi, alla costruzione di aerei e alle necessità sempre più impellenti della Marina imperiale giapponese, che abbisognava di ingenti quantità di materiali per la costruzione di navi (portaerei in particolare), ne causarono però l'accantonamento per due anni, fino a che non fu accettato nel 1945, quando ormai il Giappone aveva perso quasi tutta la sua capacità produttiva.

### Impiego
A causa del sopraggiungere della fine della guerra, il Type 5 Ke-Ho rimase a uno stadio poco più che sperimentale e l'unico esemplare costruito, comunque obsoleto rispetto ai carri armati contemporanei, non fu mai impiegato in combattimento.

## Caratteristiche
Fu costruito un solo modello guida del nuovo veicolo. L'armamento, concentrato nella torretta, comprendeva un cannone Type 1 da 47 mm lungo 48 calibri (L/48) e una mitragliatrici Type 97 a sinistra del pezzo. Il Type 1 era un'arma anticarro dalle buone prestazioni, con una velocità alla bocca di 810 m/s e capace di penetrare una piastra verticale spessa 33 mm da 1.000 metri, spessa 40 mm da 500 metri oppure spessa 55 mm se sparava da 100 metri di distanza. Erano trasportabili 80 proietti per il cannone e 1.400 cartucce per la mitragliatrice.
L'equipaggio contava 4 uomini: comandante e cannoniere trovavano posto in torretta, che dovevano brandeggiare manualmente, mentre il pilota sedeva nello scafo frontale e guidava con il sistema frizione-freno unito all'uso di due leve direzionali. La corazzatura, ottenuta in buona parte per saldatura, raggiungeva uno spessore massimo di 20 millimetri, un valore decisamente insufficiente per garantire la sopravvivenza del carro e degli uomini all'interno. Nel vano posteriore era stato installato un motore diesel Mitsubishi Type 100 a 6 cilindri in linea, che sovralimentato erogava 150 hp; il cambio contava quattro marce avanti e una retromarcia. La trasmissione correva sul pavimento dello scafo e dava potenza alle ruote motrici anteriori: a queste erano agganciati cingoli del tipo "dry pin", leggeri ed economici, larghi 250 mm e composti da 97 maglie ognuna lunga 10,16 cm con una guida a dente centrale. Il treno di rotolamento comprendeva inoltre tre doppi rulli superiori, una ruota di rinvio posteriore cui era demandato il controllo della tensionatura dei cingoli e sei doppie ruote d'appoggio: quelle centrali erano state accoppiate mediante due carrelli, ciascuno dipendente da un braccio oscillante longitudinale; i due bracci erano vincolati alle due estremità di una grossa molla elicoidale montata orizzontale e parallela al suolo. Le restanti ruote erano state equipaggiate alla stessa maniera ma le molle erano inclinate e a un'estremità poggiavano sui bracci oscillanti centrali.
Il Type 5 Ke-Ho pesava complessivamente 10 tonnellate e raggiungeva su strada i 50 km/h, mentre l'autonomia era pari a 250 chilometri con una marcia a media velocità. La mobilità era piuttosto buona: il carro riusciva a superare trincee larghe 2,10 metri, ostacoli verticali alti 0,70 metri e guadi profondi fino a 1 metro.